# Lorenzo Hierrezuelo
Lorenzo Hierrezuelo (El Caney, 5 de setembro de 1907 - Havana, 16 de novembro de 1993) foi um compositor e guitarrista cubano.
Lorenzo tinha ascendência indu, assim cresceu em um ambiente de música e dança e aos treze anos já fazia parte de um conjunto musical, cantando em cafés e casas particulares. Anos depois, formou a banda Los Compadres, fazendo sucesso em seu país e em muitos países da américa.
Lorenzo compôs um grande número de sucessos, como Barbarita tiene novio, Rita la caimana e Sarandonga.